# Cryptotomus roseus
Cryptotomus roseus (Cope, 1871) è un pesce osseo marino appartenente alla famiglia Scaridae. È l'unico membro del genere Cryptotomus.

## Distribuzione e habitat
La specie si trova principalmente nel mar dei Caraibi a nord fino alla Florida meridionale e a sud fino allo stato brasiliano di Santa Catarina comprese le isole Atol das Rocas, Fernando de Noronha e le Bahamas. Vi sono segnalazioni anche dalla Carolina del Sud e dall'isola di Ascensione.
È legato alle barriere coralline ma si trova prevalentemente in zone con alghe e fanerogame marine intervallate a zone sabbiose. Frequenta anche zone ricche di gorgonie e coralli molli o con detrito corallino.
Viene riportata 60 metri come profondità massima ma sembra che comunemente non si incontri sotto i 30 metri.

## Descrizione
C. roseus ha una sagoma molto slanciata rispetto agli altri pesci pappagallo. La pinna dorsale ha 9 raggi spiniformi e 10 molli; la pinna anale ne ha 2 spinosi e 9 molli. Come negli altri membri della famiglia i denti sono fusi in un becco corneo ma in questa specie solo alla base mentre le estremità sono libere. La livrea del maschio è verde oliva sul dorso punteggiato di rosa salmone, una fascia rosata decorre longitudinalmente sul fianco con sotto una fascia di punti verdi. La regione ventrale è verde chiaro con alcune scaglie di color rosa.
È uno dei membri della sua famiglia di minori dimensioni: la taglia massima nota è di 13 cm ma comunemente non supera i 10.

## Biologia

### Comportamento
Passa la notte sepolto nella sabbia avvolto in un rivestimento mucoso.

### Alimentazione
Si nutre di alghe bentoniche.

### Riproduzione
C. roseus è ermafrodita proterogino, ovvero gli esemplari più giovani sono femmine che si trasformano in maschi a un'età più avanzata.

## Acquariofilia
Si trova in maniera occasionale sul mercato dei pesci d'acquario.

## Conservazione
Si tratta di una specie naturalmente poco comune ma ben distribuita in tutto l'areale. Non sono note minacce per questa specie, per questo la lista rossa IUCN la classifica come "a rischio minimo".